# Közigazgatási és Igazságügyi Minisztérium
A Közigazgatási és Igazságügyi Minisztérium  (rövidítve: KIM) a második Orbán-kormány egyik minisztériuma volt. E minisztérium volt a felelős a kormányzati munka összehangolásáért, a magyar állam működésének alapját képező központi és területi közigazgatás fejlesztéséért, a közigazgatási minőség- és személyzeti politikáért. A minisztérium kiemelt feladata a kormány igazságügyi politikájának előkészítése, koordinációja és végrehajtása.

## Története
2010-ben jött létre, Navracsics Tibor miniszter irányításával. Jogelődje az Igazságügyi és Rendészeti Minisztérium volt. 2014-ben megszűnt; jogutódja az Igazságügyi Minisztérium.

## A minisztérium hatásköre
A minisztérium megalakulásakor hatásköreit az alábbi szervektől vette át:

### Igazságügyi és Rendészeti Minisztériumtól
1. állampolgársági ügyek
2. anyakönyvi ügyek
3. igazságügy
4. kárpótlási ügyek
5. személyi adat- és lakcímnyilvántartás
6. közigazgatás fejlesztés

### Miniszterelnöki Hivataltól
1. kormányzati tevékenység összehangolása
2. közigazgatási minőségpolitika és személyzetpolitika
3. közigazgatási informatika részeként e-közigazgatás
4. a miniszterelnöki döntésekkel kapcsolatos igazgatási feladatok

### Oktatási és Kulturális Minisztériumtól
1. egyházakkal való kapcsolattartás koordinációja (részben ezért Semjén Zsolt tárca nélküli miniszter, miniszterelnök-helyettes is felelt)

### Önkormányzati Minisztériumtól
1. helyi és megyei önkormányzatok törvényességi felügyelete
2. köziratok kezelésének szakmai irányítása
3. a választójogi és népszavazások jogi szabályozásáért illetve a választások és népszavazások lebonyolításáért

### Szociális és Munkaügyi Minisztériumtól
a társadalmi esélyegyenlőség előmozdításának részeként
1. egyenlő bánásmód biztosításáért
2. a romák társadalmi integrációjáért
3. társadalmi és civil kapcsolatok fejlesztéséért

### Közigazgatási államtitkár
1. Gál András Levente, hivatalban: 2010. június 2.– 2011. november 30.
2. Biró Marcell, hivatalban: 2011. december 1. –

### Államtitkárok
1. Balog Zoltán – Fidesz (felelősségi köre: társadalmi felzárkóztatás) 2010. június 2.–
2. Kovács Zoltán – Fidesz (felelősségi köre: kormányzati kommunikáció) 2010. június 2.–
3. Répássy Róbert – Fidesz (felelősségi köre: igazságügy) 2010. június 2.–